# Октавіст

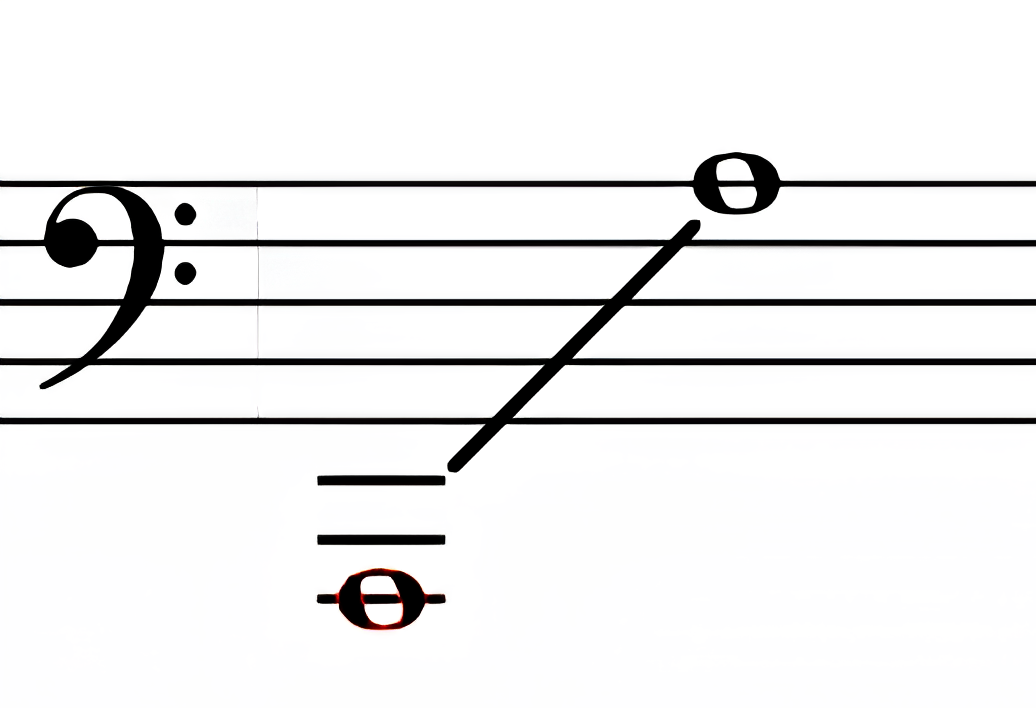

Октавіст — тип співацького голосу з найнижчим і глибоким звучанням діапазоном від ля контрактави до ля малої октави.
Цей тип голосу переважно використовується в православних горах для подвоєння басової партії. Рідко використовується у світській музиці (приклади: соліст у хоровому концерті № 21 Д. Бортнянського, партія Сенеки в опері К. Монтеверді «Коронація Поппеї»).
Відомі співаки з цим типом голосу Володимир Міллер, Джон Самнер, Михайло Златопольський і т. д.